# Tenagodus wilmanae
Tenagodus wilmanae is een slakkensoort uit de familie van de Siliquariidae. De wetenschappelijke naam van de soort is voor het eerst geldig gepubliceerd in 1918 door Tomlin.